# Yuri Denisyuk
Yuri Nikolaevich Denisyuk (em russo:  Юрий Николаевич Денисюк; Sóchi, 27 de julho de 1927 — São Petersburgo, 14 de maio de 2006) foi um físico soviético.
Conhecido por suas contribuições à holografia, em particular o denominado "holograma de Denisyuk".